# I Like It (chanson de Cardi B, Bad Bunny et J Balvin)
Pour les articles homonymes, voir I Like It.
Singles par Cardi B
Dinero
(2018) Girls Like You
(2018)
Singles par Bad Bunny
Estamos Clear
(2018) Te Descuidó
(2018)
Singles par J Balvin
Estan Pa' Mí
(2018) Karma
(2018)
I Like It est une chanson de la rappeuse américaine Cardi B, du chanteur portoricain Bad Bunny et du chanteur colombien J. Balvin. Le single est extrait de l'album de Cardi B Invasion of Privacy (2018).
Le 2 juillet 2018, la chanson se place numéro 1 du Billboard Hot 100. Cela fait de Cardi B la première rappeuse avec deux numéro 1 dans ce classement avec I Like It et Bodak Yellow.
La chanson est de genre trap et salsa et comprend un sample de la chanson I Like It Like That de Pete Rodríguez sorti en 1967.
En septembre 2019, le clip vidéo atteint le milliard de visionnages sur YouTube.

## Classements
| Classement (2018)                       | Meilleure position |
| --------------------------------------- | ------------------ |
| Allemagne (Media Control AG)            | 14                 |
| Australie (ARIA)                        | 14                 |
| Autriche (Ö3 Austria Top 40)            | 14                 |
| Belgique (Flandre Ultratop 50 Singles)  | 19                 |
| Belgique (Wallonie Ultratop 50 Singles) | 21                 |
| Canada (Hot 100)                        | 2                  |
| Danemark (Tracklisten)                  | 16                 |
| Écosse (OCC)                            | 13                 |
| Espagne (PROMUSICAE)                    | 10                 |
| États-Unis (Hot 100)                    | 1                  |
| États-Unis (Dance Club Songs)           | 22                 |
| États-Unis (R&B/Hip-Hop Songs)          | 1                  |
| États-Unis (Pop Airplay)                | 3                  |
| France (SNEP)                           | 19                 |
| France (SNEP Megafusion)                | 19                 |
| Hongrie (Rádiós Top 40)                 | 13                 |
| Italie (FIMI)                           | 24                 |
| Nouvelle-Zélande (RMNZ)                 | 7                  |
| Norvège (VG-lista)                      | 20                 |
| Pays-Bas (Single Top 100)               | 30                 |
| Portugal (AFP)                          | 9                  |
| Tchéquie (IFPI Singles Digitál)         | 11                 |
| Royaume-Uni (UK Singles Chart)          | 8                  |
| Royaume-Uni (UK R&B Chart)              | 7                  |
| Slovaquie (IFPI Rádio)                  | 8                  |
| Suède (Sverigetopplistan)               | 24                 |
| Suisse (Schweizer Hitparade)            | 8                  |

## Certifications
| Région                                                                                                 | Certification | Ventes/Streams                 |
| --- | ------------- | ------------------------------ |
| Allemagne (BVMI)                                                                                       | Or            | 200 000                        |
| Canada (Music Canada)                                                                                  | 5 × Platine   | 400 000                        |
| États-Unis (RIAA)                                                                                      | 5 × Platine   | 5 000 000                      |
| France (SNEP)                                                                                          | Diamant       | 30 millions équivalent streams |
| Royaume-Uni (BPI)                                                                                      | Platine       | 600 000                        |
| *Ventes selon la certification ^Mise en rayon selon la certification xNon précisé par la certification |               |                                |